# Ahmad II. al-Musta'in
Ahmad II. al-Musta'in, arabisch أحمد المستعين, DMG Aḥmad al-Mustaʿīn, war im Taifa-Königreich von Saragossa zwischen 1085 und 1110 (Jahre 478 bis 503 in der Islamischen Zeitrechnung) der vierte Emir aus der Dynastie der Hudiden. Ahmad ibn Yusuf, arabisch أحمد بن يوسف, DMG Aḥmad b. Yūsuf, wurde während seiner Herrschaftszeit ständig von anderen Taifas bekämpft. Gegenüber der Bedrohung der Könige von Kastilien und Aragón, die von seiner Schwächung profitierten, erhielt er nur sehr wenig Hilfe und fiel schließlich im Jahr 1110 im Kampf.

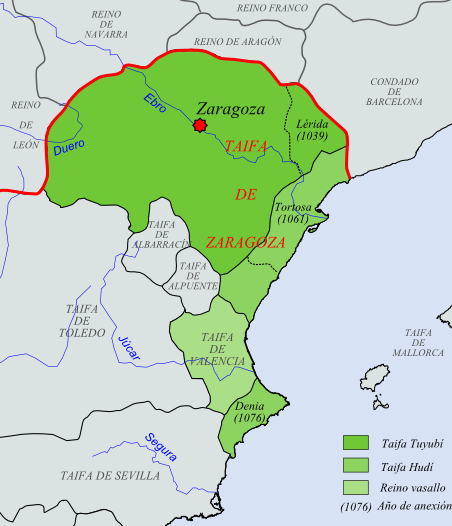
Die Taifa von Saragossa um 1080 auf dem Höhepunkt seiner Macht

## Kindheit und Jugend
Ahmad II. al-Musta'in bzw. Ahmad II. al-Musta'in II., mit vollständigem Namen arabisch أبو جعفر أحمد بن يوسف بن هود المستعين بالله, DMG Abū Ǧaʿfar Aḥmad b. Yūsuf b. Hūd al-Mustaʿīn bī-llāh, war der Sohn von Yusuf al-Mutaman, einem gebildeten Herrscher und Wissenschaftler. Wahrscheinlich kam Ahmad in Saragossa zur Welt, sein genaues Geburtsdatum ist aber unbekannt. Von seinem Vater erbte er im Jahr 1085 die Taifa von Saragossa. Wie schon Sulaiman ben Hud al-Musta'in vor ihm nahm auch Ahmad den Ehrentitel al-Musta'in – der zu Gott fleht – an (arabisch المستعين, DMG al-mustaʿīn). Er trug überdies den Laqab Saif ad-Daula – das Schwert der Dynastie.

## Schwierige Thronnachfolge
Bei seiner Thronnachfolge sah sich Ahmad II. sehr bald mit den Ambitionen seiner christlichen Nachbarherrscher konfrontiert, darunter die Könige von Kastilien, Pamplona (Navarra) und Aragon. Von den anderen moslemischen Taifas erhielt er gegenüber der von Alfons VI. und Sancho I. ausgehenden Gefahr nur sehr wenig Unterstützung, insbesondere nach dem Fall Toledos an Alfons VI. am 25. Mai 1085. Überdies verlor er im Jahr 1086 seinen Bündnispartner Rodrigo Diaz de Vivar, besser bekannt als El Cid, der seinem Vater lange Zeit treu gedient hatte. Dennoch gelang es ihm, im selben Jahr Sancho I., der Huesca belagert hatte, zurückzuwerfen.

## Eingreifen der Almoraviden
Im Jahr 1086 forderte al-Mu'tamid, der Emir von Sevilla, die Taifas von Badajoz und von Granada auf, ihm bei seinem Hilfegesuch beim Emir der Almoraviden Yusuf ibn Taschfin zu unterstützen. Dieser folgte dem Hilferuf, überquerte sodann mit seinem Heer die Straße von Gibraltar, landete am 30. Juli 1086 in Algeciras und besiegte noch im selben Jahr in der Schlacht von Sagrajas die Heere Alphons VI. und Sancho I. Diese Niederlage seiner christlichen Nachbarn befreite die Taifa von Saragossa ein wenig vom Ansturm der Christenheere. So musste beispielsweise Alphons VI., für den mittlerweile El Cid kämpfte, den Belagerungsring seiner Armee um Saragossa noch im selben Jahr auflösen.
Yusuf ibn Taschfin wendete sich jedoch jetzt plötzlich gegen die beiden Taifas, die ihn ins Land gerufen hatten. Er eroberte Sevilla, Granada, Almería und Badajoz. Bereits im Jahr 1090 hatte er die vollständige Kontrolle über al-Andalus gewonnen. Ahmad II. al-Musta'in, der gute Beziehungen mit den Almoraviden weiter aufrechterhalten konnte, war der einzige, der einer Absetzung entging. Unter der Bedingung, dass sein Reich als Ausgangspunkt der Widerstandsbewegung gegen die christlichen Herrscher diente, konnte Ahmad II. dessen Unabhängigkeit wahren.

## Unternehmungen in Valencia
In der ersten Hälfte des Jahres 1087 hatte sich Ahmad II. offensichtlich wieder mit El Cid arrangiert, da beide gemeinsam nach Valencia marschierten, um al-Qadir zu Hilfe zu kommen. Dieser wurde von al-Mundir bedroht, welcher sich mit dem Grafen von Barcelona Berengar Raimund II. verbündet hatte, um das reiche Valencia zu erobern. Es gelang El Cid, den Angriff al-Mundirs auf Valencia aufzuhalten, den Verlust der Festung von Murviedro an al-Mundir konnte er aber nicht verhindern.
Ahmad II. und der Cid überwarfen sich erneut, da letzterer Valencia nicht an Ahmad II. übergeben wollte. Im Jahr 1088 zog El Cid nach Kastilien, um bei Alfons VI. Hilfe zu holen. Zwischenzeitlich hatte sich aber Ahmad II. mit Berengar Raimund II. verbündet, um dann gemeinsam das vom Cid gehaltene Valencia zu belagern. El Cid konnte aber einen Friedensvertrag mit den Angreifern aushandeln, so dass diese ergebnislos wieder abzogen.

## Wiederaufnahme der Kämpfe gegen Aragón
Der König von Aragón ruhte aber nicht und war weiterhin bestrebt, seinen Machtbereich auszudehnen. Im Jahr 1089 hatte Sancho I.  Monzón und Estadilla und 1091 Belaguer erobert, fiel aber dann im Jahr 1094 vor Huesca. Sein Sohn Peter I. setzte die Offensive fort und eroberte nach dem großartigen Sieg von Alcoraz Huesca im Jahr 1096. Im Jahr 1100 verlor Ahmad II. Barbastro, das bereits seit 1099 belagert worden war, und dann auch noch Sariñena.
Im Jahr 1104 konnte Ahmad II. mit dem Ableben des Königs von Aragón und dem damit verbundenen Ende der Belagerung Saragossas wieder etwas Luft schöpfen. Auf Peter I. war sein Halbbruder Alfons I. gefolgt, der sich anderen Problemen als dem Kampf gegen die Moslems zuwenden musste. Durch seine Heirat mit der Thronerbin Urraca von Léon und Kastilien war es nämlich zu Verstimmungen gekommen, von denen Ahmad II. zu profitieren dachte. So schmiedete er unter hoher Tributzahlung (Parias) mit Alfons VI., dem Widersacher von Alfons I. von Aragón, ein Bündnis. Im Jahr 1110 fiel er dann in die Lande des Königs von Aragón ein und zerstörte seine Güter um Pamplona. In der darauf folgenden Schlacht von Valtierra bei Tudela gegen Alfons I., der Ejea und Tauste eingenommen hatte, wurde Ahmad II. aber am 24. Januar besiegt und getötet.
Auf Ahmad II. al-Musta'in folgte sodann sein Sohn Abd al-Malik ibn Musta'in als Thronerbe.

## Nachkommenschaft
Von Ahmad II. al-Musta'in ist ein Sohn bekannt, der ihm nach seinem Tod auf den Thron folgte:
- Abd al-Malik ibn Musta'in. Regierte mit dem Ehrentitel Imad ad-Daula (der Pfeiler der Dynastie) im Jahr 1110 als Taifa von Saragossa und verstarb im Jahr 1130.